# 辛笑傑

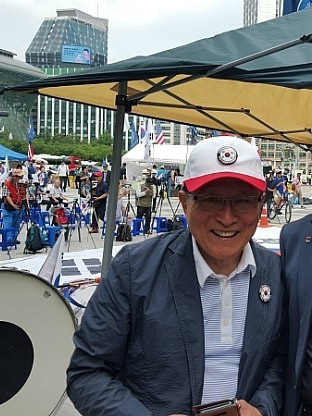
辛笑傑

辛 笑傑（シン・ソゴル、朝鮮語: 신소걸、1941年11月6日〈戸籍上は1945年3月7日〉 - 2020年9月6日）は、大韓民国のプロテスタントの牧師。コメディアンから転身した。本名は辛 駿鉉（シン・ジュニョン、朝鮮語: 신준현）。

## 生涯

### 1990年代以前
1941年11月6日(戸籍上は1945年3月7日)、日本統治時代の朝鮮で忠清南道の礼山に申駿絃として生まれ、幼い頃をいっとき洪城と天安で過ごしたが、1946年からは再び礼山で育った。
1963年に演劇俳優としてデビューし、1968年に東洋放送（TBC）でコメディアンとしてデビューした。1969年にソウル中央放送（現: 韓国放送公社）、1972年に文化放送（MBC）に移り、『笑えば福が来ます（原文:  웃으면 복이 와요）』や、『夫婦万々歳（原文: 부부만만세）』などに出演した。
1965年初めから1968年初めまでベトナム戦争にて軍芸隊として活動した。
1982年以後は事業失敗や賭博などで苦戦していたが、チョ・ヨンギの勧めで牧師になるために芸能界から事実上引退し、神学校に入学した。

### 2000年代以後
2011年にソウル特別市江東区城内洞にて純福音ウリ教会を創立し、以後も牧師として活動した。
2017年に朴槿恵大統領弾劾反対デモに参加するなど、政治活動にも参加した。
2020年8月15日に光化門で文在寅大統領退陣運動に参加した2日後の17日に新型コロナウイルス感染症の確定診断を受け、ソウル特別市ソウル医療院で治療を受けていたが、
2020年9月6日に79歳で亡くなった。

## 主要経歴

### コメディアン時代の受賞歴
1977年: MBC演技大賞男性コメディアン喜劇部門芸能大賞

## 出演作
- 尚、各製作物のポスターなどには漢字が使われているものもあるが、当項目における原文の表記は全てハングルとする。

### 演劇
- 1963年: 孔子と嵩山（原文: 공자와 숭산）

### 映画
- 1973年: 港の灯火（原文: 항구의 등불）
- 1980年: よくやった、良かった（原文:잘 했군 좋았군）